# Макдэвид, Коннор
Ко́ннор Макдэ́вид (англ. Connor McDavid; род. 13 января 1997, Ричмонд-Хилл, Онтарио) — канадский хоккеист, центральный нападающий и капитан клуба НХЛ «Эдмонтон Ойлерз».
На драфте НХЛ 2015, на котором являлся главным фаворитом и занимал первое место в финальном рейтинге центрального скаутского бюро НХЛ, был выбран «Эдмонтоном» под общим 1-м номером. Является одним из самых талантливых хоккеистов мира. В составе сборной Канады выигрывал чемпионаты мира на юниорском (2013), молодёжном (2015) и взрослом (2016) уровнях.

## Карьера

### Старт карьеры
В сезоне 2011/12 выступал за «Торонто Мальборос» из лиги Торонто, где в 33 играх набрал 72 (33+39) очка.

### Выступление в Хоккейной лиге Онтарио

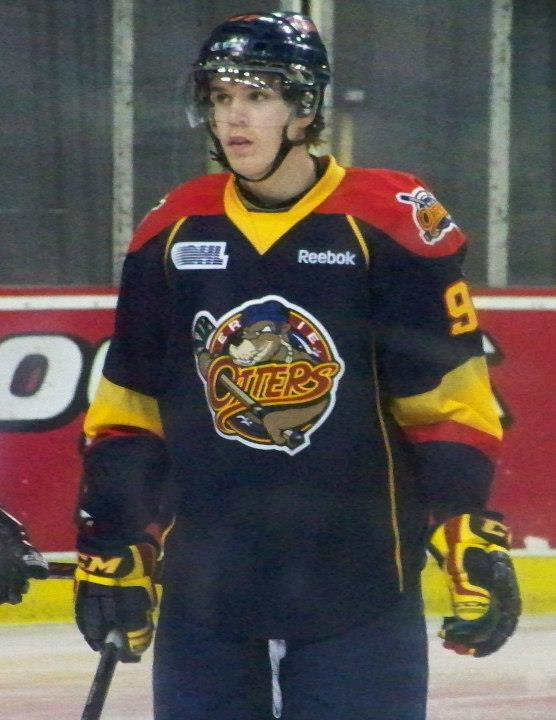
2013 год

Учитывая очень высокий уровень игры Макдэвида на юношеском уровне, федерация хоккея Онтарио присвоила ему статус «исключительного» игрока, который до этого присваивался лишь Джону Таваресу и Аарону Экбладу; это позволило Макдэвиду начать выступления в Канадской хоккейной лиге на год раньше, чем принято. На драфте Хоккейной лиги Онтарио в 2012 году Макдэвид в возрасте 15 лет был выбран под общим первым номером клубом «Эри Оттерз».
В своём первом сезоне за «Эри Оттерз» Коннор Макдэвид в 63 матчах набрал 66 (25+41) очков и получил «Эммс Фэмили Эворд», приз лучшему новичку ОХЛ. В сезоне 2013/2014 Макдэвид набрал уже 99 (28+71) очков, проведя 56 игр. По итогам сезона получил «Уильям Хэнли Трофи», «Бобби Смит Трофи» и приз лучшему игроку-ученику CHL.
Перед сезоном 2014/2015 был назначен капитаном «Эри Оттерз». В регулярном чемпионате набрал 120 (44+76) очков в 47 играх, при этом пропустив 6 недель из-за травмы. В плей-офф провёл 20 игр, в которых набрал 49 (21+28) очков, а его команда дошла до финала ОХЛ, где проиграла «Ошаве Дженералз» в пяти матчах. По итогам сезона 2014/15 Макдэвид получил «Ред Тилсон Трофи», а также был признан лучшим игроком Канадской хоккейной лиги.

### Карьера в НХЛ

#### Первые годы. «Харт Трофи» и два «Арт Росс Трофи» подряд
3 июля 2015 года подписал контракт новичка с клубом «Эдмонтон Ойлерз», который на драфте 2015 выбрал игрока под общим 1-м номером. Контракт рассчитан сроком на три года. Дебютировал в НХЛ 7 октября 2015 года в гостевом матче против «Сент-Луис Блюз». Свои первые очки в НХЛ набрал 13 октября 2015 года, забросив шайбу в ворота «Даллас Старз». 3 ноября в матче против «Филадельфии Флайерз» получил травму плеча и был вынужден досрочно покинуть площадку. Позже у игрока был диагностирован перелом ключицы, и проведена операция. Восстановление после травмы заняло три месяца. Свой первый матч после восстановления провёл 3 февраля 2016 года против «Коламбус Блю Джекетс». По ходу сезона трижды признавался лучшим новичком месяца (октябрь, февраль, март). Всего в своём дебютном сезоне в НХЛ провёл 45 матчей в которых набрал 48 (16+32) очков. По итогам сезона был номинирован на «Колдер Трофи», приз лучшему новичку года и вошёл в символическую сборную новичков НХЛ.
5 октября 2016 года в возрасте 19 лет и 266 дней был назначен капитаном «Эдмонтон Ойлерз», став самым молодым капитаном команды в истории НХЛ. 19 ноября 2016 года сделал свой первый хет-трик в НХЛ, забив три шайбы в ворота «Даллас Старз». 19 января 2017 года набрал своё 100-е очко в НХЛ. Всего в регулярном чемпионате 2016/2017 провёл 82 матча, в которых набрал 100 (30+70) очков и завоевал «Арт Росс Трофи», приз лучшему бомбардиру лиги. Макдэвид стал первым игроком «Эдмонтона» с 1996 года сумевшим достигнуть отметки в 100 набранных очков за сезон. По итогам сезона получил «Харт Мемориал Трофи» и «Тед Линдсей Эворд», призы самому ценному игроку. 5 июля 2017 года, Коннор Макдэвид подписал новый контракт с «Эдмонтоном» сроком на 8 лет и на общую сумму $ 100 млн, контракт начал действовать с сезона 2018/19.
В первом матче сезона 2017/18 забросил три шайбы в ворота «Калгари Флэймз» и стал первым в истории «Эдмонтона» игроком, который смог оформить хет-трик в стартовом матче чемпионата. 13 января 2018 года, в день своего 21-летия, Коннор Макдэвид набрал своё 200-е очко в регулярных чемпионатах НХЛ, отдав две результативные передачи в матче против «Вегас Голден Найтс». По итогам сезона набрал 108 очков и второй год подряд получил «Арт Росс Трофи», однако несмотря на успешную игру Макдэвида, «Эдмонтон Ойлерз» занял только 12-е место в конференции и не смог пробиться в плей-офф. По итогам сезона стал лауреатом «Тед Линдсей Эворд».
На старте сезона 2018/19 Макдэвид поучаствовал в первых девяти голах «Эдмонтона» и таким образом побил рекорд Адама Оутса, который в сезоне 1986/87 поучаствовал в первых семи голах «Детройт Ред Уингз». 20 ноября 2018 года в матче против «Сан-Хосе Шаркс» забросил свою 100-ю шайбу в регулярных чемпионата НХЛ. 22 февраля 2019 года получил двухматчевую дисквалификацию за удар в голову защитника «Нью-Йорк Айлендерс» Ника Ледди, которая стала для Макдэвида первой в НХЛ. В последнем матче регулярного чемпионата Макдэвид получил травму левого колена и досрочно покинул площадку. По итогам сезона Макдэвид набрал 116 очков и в третий раз подряд преодолел отметку в 100 очков, а также был номинирован на «Харт Трофи» и «Тед Линдсей Эворд».
В сезоне 2019/20, 10 ноября 2019 года, в матче против «Анахайм Дакс» оформил хет-трик, благодаря чему достиг отметки в 400 очков в регулярных чемпионатах НХЛ. Коннор Макдэвид стал восьмым игроком в истории лиги, добравшимся до данной отметки до достижения 23 лет. Через четыре дня в матче против «Колорадо Эвеланш» набрал 6 (3+3) очков и установил персональный рекорд по количеству очков набранных в одном матче НХЛ. 27 декабря 2019 года по результатам голосования болельщиков Коннор Макдэвид в 4-й раз подряд был выбран капитаном Тихоокеанского дивизиона для участия в матче всех звёзд. 8 февраля 2020 года в матче против «Нэшвилл Предаторз» получил травму колена и выбыл на срок от двух до трёх недель. 3 августа 2020 года забросил 3 шайбы в ворота «Чикаго Блэкхокс» и таким образом оформил свой первый в карьере хет-трик в матче плей-офф.

#### Период доминирования в лиге
17 февраля 2021 года в матче против «Виннипег Джетс» набрал своё 500-е очко в регулярных чемпионатах НХЛ. 8 мая Макдэвид набрал своё 100-е очко в сезоне, затратив на это 53 матча, что является 3-м результатом в истории НХЛ по скорости достижения 100 очков в одном регулярном чемпионате и 1-м в XXI веке. По итогам регулярного чемпионата со 105 очками стал лучшим бомбардиром, а также получил «Харт Трофи» и «Тед Линдсей Эворд», призы самому ценному игроку сезона.

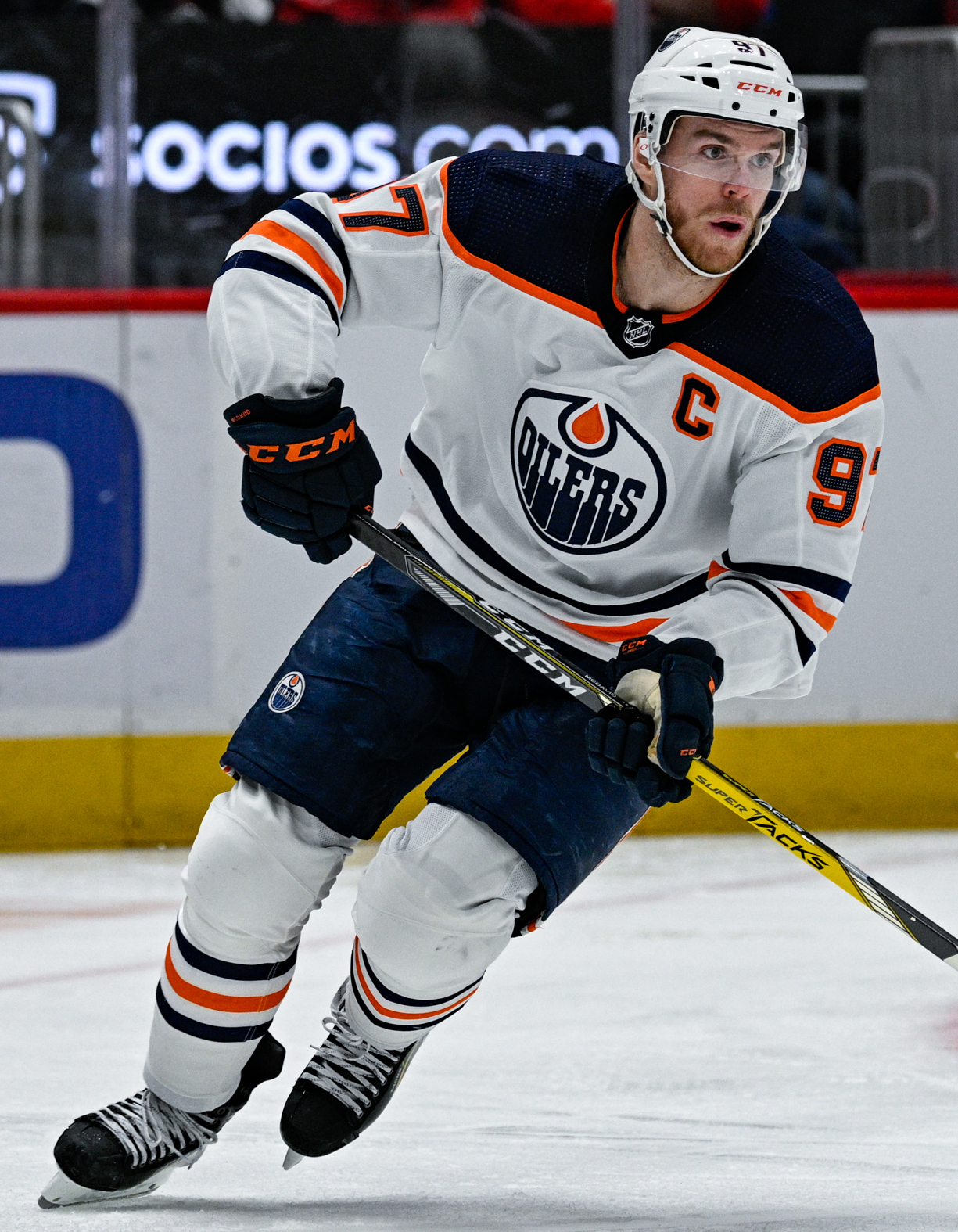
Коннор Макдэвид 2 февраля 2022 года в матче против «Вашингтон Кэпиталз»

21 октября 2021 года в матче против «Аризоны Койотис» забросил свою 200-ю шайбу, а 14 ноября набрал 600-е очко в регулярных чемпионатах НХЛ. 24 ноября в матче с «Аризоной» отдал свою 400-ю результативную передачу в регулярных чемпионатах. На это игроку понадобилось провести 426 матчей, что является 4-м результатом в истории лиги по скорости достижения данной отметки и 1-м среди действующих игроков. По итогам регулярного чемпионата набрал рекордные для себя 123 (44+79) очка и в четвёртый раз в карьере получил «Арт Росс Трофи».
7 ноября 2022 года провёл свой 500-й матч в регулярных чемпионатах НХЛ, в котором набрал своё 724-е очко, что стало 6-м результатом в истории лиги по количеству набранных очков в первых 500 матчах. 5 января отдал свою 500-ю результативную передачу, на что затратил 527 матчей, что является 5-м результатом по скорости достижения данной отметки в истории НХЛ. 27 февраля 2023 года забросил свою 50-ю шайбу в сезоне и впервые в своей карьере достиг данной отметки, а 22 марта забросил свою 60-ю шайбу  в сезоне. 30 марта достиг отметки в 300 заброшенных шайб в регулярных чемпионатах НХЛ. 8 апреля набрал своё 150-е очко в сезоне и стал 6-м в истории НХЛ игроком и первым в XXI веке, достигшим отметки в 150 набранных очков в одном регулярном чемпионате. Всего в регулярном чемпионате Коннор Макдэвид набрал 153 (64+89) очка, что стало 15-м в истории НХЛ результатом по количеству набранных очков в одном сезоне. По итогам сезона Макдэвид стал обладателем «Арт Росс Трофи», «Морис Ришар Трофи», «Харт Трофи» и «Тед Линдсей Эворд», а также попал в первую символическую сборную всех звёзд.

##### Сезон 2023/24

###### Регулярный чемпионат
Сезон 2023/24 начался неудачно для Макдэвида и «Эдмонтона». В октябре Коннор пропустил две игры из-за травмы верхней части тела, а когда вернулся, то осенью не показывал игру уровня прошлого сезона. В первых 14 матчах сезона Макдэвид 5 раз уходил с площадки без набранных очков, тогда как в сезоне 2022/23 у него набралось всего 7 таких матчей. Также в первых 14 матчах сезона Макдэвид ни разу не набрал более 2 очков и не забросил более 1 шайбы. 20 ноября сделал дубль в ворота «Флориды». 24 ноября набрал 4 очка (0+4) в игре против «Вашингтона». 26 ноября набрал 5 очков (1+4) в игре против «Анахайма» (8:2). Макдэвид 9-й раз в карьере набрал за матч 5 очков, это лучший показатель среди действующих хоккеистов.
2 января 2024 года набрал 5 очков (1+4) в игре против «Филадельфии» (5:2). В этом матче Макдэвид преодолел отметку в 900 очков в НХЛ. 13 февраля 2024 года набрал 6 очков (0+6) в игре против «Детройта» (8:4). Макдэвид стал третьим хоккеистом НХЛ в XXI веке, сделавшим за матч 6 голевых передач. В этой игре он преодолел отметку в 600 передач в НХЛ, для этого потребовалось сыграть 616 матчей. С 19 по 28 февраля в 6 матчах подряд делал по 2 голевые передачи, при этом забросив только 1 шайбу. 24 марта сделал 2 передачи в игре против «Оттавы» (3:5) и впервые в карьере преодолел отметку в 90 передач за сезон. Для этого ему понадобилось сыграть 67 матчей. В XXI веке в НХЛ только Джо Торнтон делал не менее 90 передач за сезон (96 в сезоне 2005/06 и 92 в сезоне 2006/07). Кроме того в марте Макдэвид вышел на график более 1 передачи за матч за карьеру в НХЛ — после игры 24 марта на его счету 638 передач в 636 матчах. 1 апреля сделал 1 голевую передачу в игре против «Сент-Луиса» и установил рекорд по передачам за сезон НХЛ в XXI веке — 97 передач. 15 апреля набрал 2 очка (1+1) в игре против «Сан-Хосе» (9:2), передача стала 100-й для Макдэвида в сезоне, он стал первым с 1991 года хоккеистом, которому удалось сделать 100 передач за регулярный чемпионат НХЛ. Ранее в XX веке до отметки в 100 передач добирались только Уэйн Гретцки (11 раз), Марио Лемьё (1 раз) и Бобби Орр (1 раз). Всего в регулярном сезоне набрал 132 очка (32+100) в 76 матчах (1,74 очка в среднем за матч).

###### Плей-офф
22 апреля в первом матче плей-офф набрал 5 очков (0+5) в игре против «Лос-Анджелеса» (7:4). Макдэвид стал первым игроком НХЛ в XXI веке, сделавшим 5 передач в одном матче плей-офф. Этот матч стал 50-м в плей-офф для Макдэвида за карьеру, он набрал 80 (29+51) очков. Только Гретцки (37 матчей) и Марио Лемьё (40) набирали 80 очков в плей-офф быстрее. Всего в первом раунде плей-офф Макдэвид набрал 12 очков (1+11) в 5 матчах, «Эдмонтон» обыграл «Лос-Анджелес» (4-1). 10 мая набрал 4 очка (1+3) во втором матче второго раунда плей-офф против «Ванкувер Кэнакс» (4:3 ОТ). Всего в 7 матчах серии против «Ванкувера» (4-3) набрал 9 очков (1+8), при этом в 3 матчах из 7 оставался без набранных очков, включая седьмой матч. 23 мая забросил победную шайбу во втором овертайме первого матча серии против «Далласа». Это была вторая в карьере Макдэвида шайба в овертайме матча плей-офф Кубка Стэнли. Всего в 6 матчах серии против «Далласа» набрал 10 очков (3+7) и впервые вышел с «Эдмонтоном» в финал Кубка Стэнли (последний раз клуб доходил до финала в 2006 году).
«Ойлерз» проиграли первые три матча финала «Флориде Пантерз», Макдэвид набрал в этих играх 3 очка (0+3). В четвёртом и пятом матчах Макдэвид набирал по 4 очка (1+3 и 2+2 соответственно), он стал первым игроком в истории, набравшим по 4 очка в двух подряд матчах финальной серии Кубка Стэнли. В шестом матче Макдэвид очков не набрал и ни разу не бросил по воротам, но «Ойлерз» победили 5:1 и стали первой с 1945 года командой, сравнявшей счёт в финальной серии, уступая 0-3. Однако 24 июня «Флорида» выиграла дома седьмой матч (2:1), Макдэвид вновь очков не набрал. Макдэвид набрал 11 очков (3+8) в 7 матчах финальной серии, а всего набрал 42 очка (8+34) в 25 матчах плей-офф и получил Конн Смайт Трофи. Он стал первым с 2003 года хоккеистом команды, проигравшей в финале, который получил этот приз, а полевому игроку из проигравшей команды приз не доставался почти полвека — с 1976 года. Больше Макдэвида за один плей-офф за всю историю НХЛ набирали только Уэйн Гретцки (47 очков в 18 матчах в 1985 году и 43 очка в 19 матчах в 1988 году) и Марио Лемьё (44 очка в 23 матчах в 1991 году). При этом Макдэвид установил рекорд по передачам за один плей-офф (34), ранее рекорд принадлежал Гретцки (31 передача в 19 матчах в 1988 году). Макдэвид в плей-офф 2024 года сделал больше передач, чем любой другой хоккеист набрал очков.

##### Сезон 2024/25
28 октября 2024 года в первой смене гостевого матча против «Коламбус Блю Джекетс» Макдэвид врезался в борт после подножки защитника соперников. Макдэвид покинул лёд и больше не вернулся на площадку. Коннор вернулся в Эдмонтон, где прошёл обследование, которое показало, что он пропустит 2-3 недели. До травмы Макдэвид набрал 10 очков (3+7) в 10 матчах сезона 2024/25. Однако травма оказалась несерьёзной, Макдэвид вернулся на лёд уже 6 ноября. 9 ноября набрал 3 очка (1+2) в игре против «Ванкувера» (7:3). 12 ноября поучаствовал во всех 4 шайбах своей команды в матче против «Айлендерс» (4:3 ОТ). 14 ноября набрал 2 очка (1+1) в игре против «Нэшвилла» (3:2 ОТ). Первая шайба «Эдмонтона» в матче, заброшенная Макдэвидом в начале второго периода, стала для Коннора 1000-м очком (341+659) в регулярных сезонах НХЛ. Он затратил на это 659 матчей, быстрее за всю историю НХЛ до отметки в 1000 очков добирались только Уэйн Гретцки (424 матча на первую 1000 очков и 433 матча на вторую 1000 очков), Марио Лемьё (513) и Майк Босси (656). 
5 декабря набрал 4 очка (0+4) в игре против «Блю Джекетс» (6:3). Это был 40-й матч Макдэвида в НХЛ с 4 очками и 10-й с 4 передачами. По количеству матчей с 4 очками Макдэвид сравнялся с Сидни Кросби, который лидировал среди всех действующих игроков.
Набирал очки в последних 17 сыгранных матчах в сезоне. 11 апреля набрал 4 очка (0+4) в игре против «Сан-Хосе» (4:2). Всего набрал 100 очков (26+74) в 67 матчах регулярного сезона. Макдэвид набрал 100 очков за сезон 8-й раз за карьеру и пятый раз подряд.
21 апреля 2025 года набрал 4 очка (1+3) в первом матче плей-офф против «Лос-Анджелеса» (5:6).

### Выступление за сборную

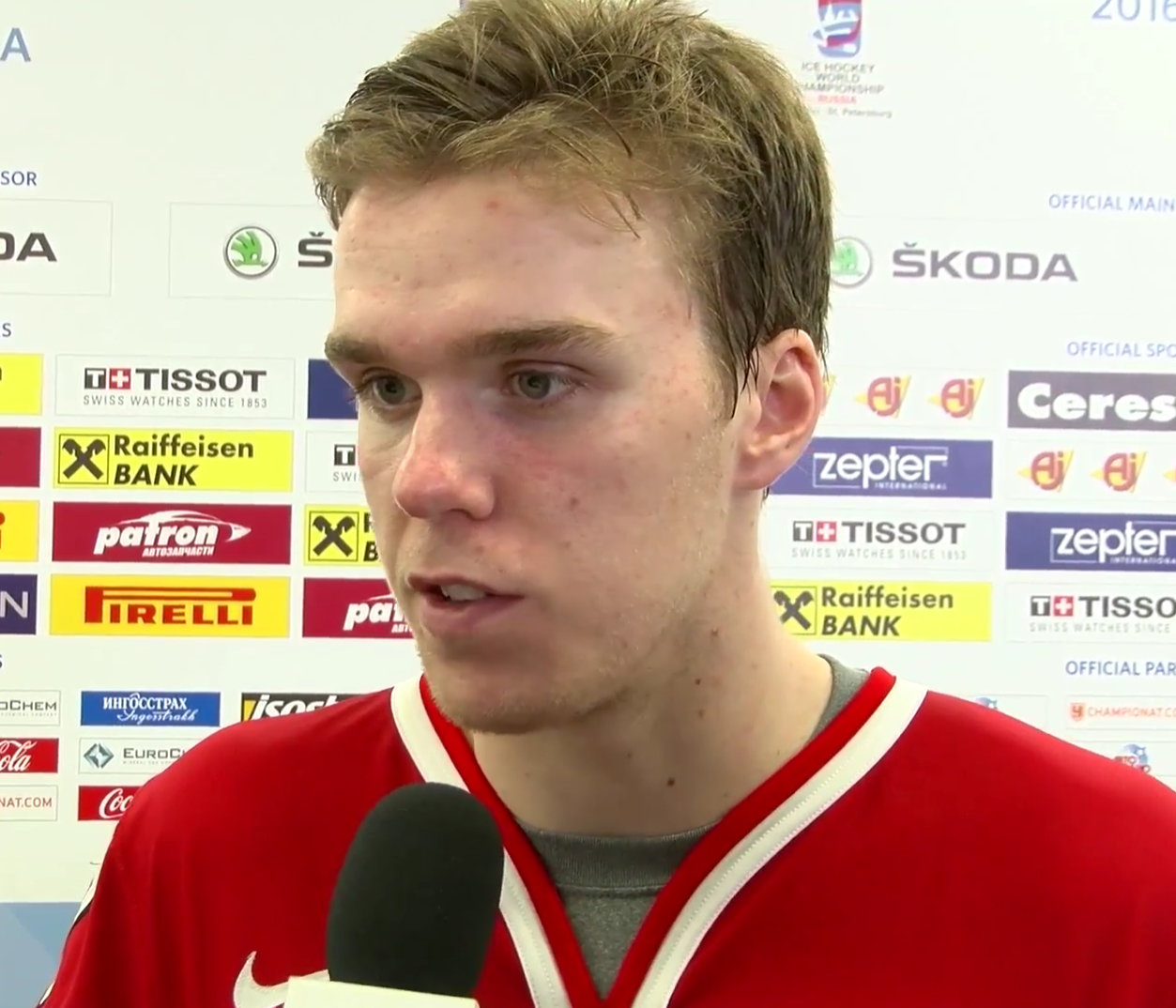
Коннор Макдэвид в составе сборной Канады на чемпионате мира 2016 года

Макдэвид дебютировал за сборную Канады на юниорском чемпионате мира 2013 в Сочи, который стал победным для канадцев, а сам Макдэвид был признан лучшим нападающим и самым ценным игроком турнира. В семи матчах набрал 14 (8+6) очков и стал лучшим снайпером и бомбардиром турнира.
На молодёжном чемпионате мира 2014 набрал 4 (1+3) очка, а сборная Канады заняла лишь 4-е место. Через год, на домашнем чемпионате мира среди молодёжных команд стал чемпионом.
В сентябре 2016 года принял участие в возрождённом кубке мира в составе сборной Северной Америки в качестве капитана, а в начале апреля было объявлено об участии Макдэвида в чемпионате мира 2016 в составе сборной Канады. Всего на чемпионате мира провёл 10 матчей, в которых набрал 9 (1+8) очков, включая шайбу в финале, которая принесла его команде золотые медали. Таким образом, Коннор Макдэвид стал самым молодым хоккеистом выигравшим юниорский, молодёжный и взрослый чемпионаты мира.
8 апреля 2018 года был включён в состав сборной Канады для участия в чемпионате мира 2018. Сборная, в которой Макдэвид выступал в качестве капитана команды, не смогла завоевать медали, уступив в матче за 3-е место сборной США.

## Вне льда
Коннор Макдэвид родился в 1997 году в семье Брайана и Келли Макдэвид. У Коннора также есть старший брат Кэмерон. Кумирами игрока являются: хоккеист Сидни Кросби и баскетболист Леброн Джеймс.
В июне 2017 года компанией EA Sports был объявлен лицом хоккейного симулятора NHL 18.
5 октября 2020 года руководство «Эдмонтон Ойлерз» объявило о положительном тесте на COVID-19 у Коннора Макдэвида.

## Статистика
| Легенда | Легенда                    | Легенда | Легенда                   | Легенда | Легенда    |
| ------- | -------------------------- | ------- | ------------------------- | ------- | ---------- |
| И       | Количество проведённых игр | Штр     | Штрафное время            | +/−     | Плюс-минус |
| Г       | Голы                       | П       | Голевые передачи          | О       | Очки       |
| -       | Статистика неизвестна      | —       | Статистика не учитывалась |         |            |

## Достижения
| Год  | Команда | Достижение                           |
| ---- | ------- | ------------------------------------ |
| 2013 | Канада  | Чемпион мира среди юниорских команд  |
| 2015 | Канада  | Чемпион мира среди молодёжных команд |
| 2016 | Канада  | Чемпион мира                         |
| 2025 | Канада  | Чемпион турнира четырёх наций        |

| Год                                | Команда         | Достижение                                              |
| ---------------------------------- | --------------- | ------------------------------------------------------- |
| 2016                               | Эдмонтон Ойлерз | Попадание в символическую сборную новичков НХЛ          |
| 2017, 2018, 2019, 2020, 2022, 2023 | Эдмонтон Ойлерз | Участник матча всех звёзд (6)                           |
| 2017, 2018, 2021, 2022, 2023       | Эдмонтон Ойлерз | «Арт Росс Трофи» (5)                                    |
| 2017, 2021, 2023                   | Эдмонтон Ойлерз | «Харт Мемориал Трофи» (3)                               |
| 2017, 2018, 2021, 2023             | Эдмонтон Ойлерз | «Тед Линдсей Эворд» (4)                                 |
| 2017, 2018, 2019, 2021, 2023       | Эдмонтон Ойлерз | Попадание в первую символическую сборную всех звёзд (5) |
| 2022                               | Эдмонтон Ойлерз | Попадание во вторую символическую сборную всех звёзд    |
| 2023                               | Эдмонтон Ойлерз | «Морис Ришар Трофи»                                     |
| 2024                               | Эдмонтон Ойлерз | «Конн Смайт Трофи»                                      |

| Год        | Команда    | Достижение                                            |
| ---------- | ---------- | ----------------------------------------------------- |
| 2012       | Эри Оттерз | «Джек Фергюсон Эворд»                                 |
| 2013       | Эри Оттерз | Попадание в первую символическую сборную новичков ОХЛ |
| 2013       | Эри Оттерз | «Эммс Фэмили Эворд»                                   |
| 2014       | Эри Оттерз | «Уильям Хэнли Трофи»                                  |
| 2014, 2015 | Эри Оттерз | «Бобби Смит Трофи» (2)                                |
| 2014, 2015 | Эри Оттерз | Лучший игрок-ученик CHL (2)                           |
| 2015       | Эри Оттерз | «Ред Тилсон Трофи»                                    |
| 2015       | Эри Оттерз | Лучший игрок года CHL                                 |
| 2015       | Эри Оттерз | Лучший драфт-проспект CHL                             |
| 2015       | Эри Оттерз | Попадание в первую символическую сборную ОХЛ          |
| 2015       | Эри Оттерз | «Уэйн Гретцки 99 Эворд»                               |

| Год  | Команда | Достижение                                                    |
| ---- | ------- | ------------------------------------------------------------- |
| 2013 | Канада  | Лучший бомбардир юниорского чемпионата мира                   |
| 2013 | Канада  | Лучший нападающий юниорского чемпионата мира                  |
| 2013 | Канада  | Самый ценный игрок юниорского чемпионата мира                 |
| 2015 | Канада  | Попадание в символическую сборную молодёжного чемпионата мира |